# رالف يونغ (مدير فني)
رالف يونغ (بالإنجليزية: Ralph Young)‏ هو مدير فني أمريكي، ولد في 4 مايو 1946 في كليرواتر في الولايات المتحدة.